# Калашник, Михаил Харитонович
Михаил Харитонович Калашник (1903—1974) — политработник Советской Армии, участник Великой Отечественной войны. Генерал-полковник (13.04.1964). 

## Биография
Михаил Калашник родился в 1903 году в селе Решетиловка ныне Полтавской области. В 1922 году окончил педагогическое училище, в 1928 году — Днепропетровский институт народного образования. В 1922—1923 годах был политбойцом в штабе войск ЧОН в Никополе. С 1922 года состоял в комсомоле, с 1928 года в ВКП(б). С 1928 года преподавал историю ВКП(б) в Днепропетровском железнодорожном техникуме и на рабфаке при Днепропетровском горном институте.
В 1929—1930 годах и в 1932 году Был призван в Рабоче-крестьянскую Красную Армию. В довоенное время преподавал историю ВКП(б) в 11-й Ворошиловградской школе лётчиков имени Пролетариата Донбасса. С 1937 года — старший инструктор отдела агитации и пропаганды политуправления Харьковского военного округа, с ноября 1939 года — начальник этого отдела. Участвовал в польском походе РККА в сентябре 1939 года, исполняя должность заместителя начальника политотдела 12-й армии. С февраля 1941 года — заместитель начальника политотдела штаба 18-й армии.
С начала Великой Отечественной войны Калашник находился в действующих частях Рабоче-крестьянской Красной Армии. В течение войны он был в той же должности в 18-й армии, с июня 1942 — заместитель начальника политотдела 18-й армии. С августа 1942 года — военный комиссар 236-й стрелковой дивизии Северо-Кавказского фронта. С сентября 1942 года — начальник политотдела 47-й армии. 
В послевоенное время Михаил Калашник продолжил службу в Советской Армии. С лета 1945 года был заместителем начальника политуправления Группы советских оккупационных войск в Германии, с 1946 по 1950 годы — начальник этого управления. В 1952 года окончил Высшую военную академию имени К. Е. Ворошилова. С 1952 года — начальник политуправления Киевского военного округа. С 1954 года служил начальником управления в ГлавПУ, а с 1958 года — первым заместителем начальника Главного политического управления Советской Армии и Флота. С 1972 года — военный консультант Группы генеральных инспекторов Министерства обороны СССР. Скончался в 1974 году. Похоронен на Новодевичьем кладбище Москвы.
Был награждён двумя орденами Ленина, тремя орденами Красного Знамени, двумя орденами Кутузова 2-й степени, тремя орденами Красной Звезды, орденом Трудового Красного Знамени, рядом медалей и иностранных наград.
Автор большого количества пропагандистских изданий о партийной работе в Вооружённых силах, а также мемуаров «Испытание огнём». 